# Андреа Хлавачкова
Андреа Хлавачкова (чеш. Andrea Hlaváčková) је професионална чешка тенисерка. Њен најбољи пласман на ВТА листи је 87. мјесто у појединачној конкуренцији (31. јануара 2011), а 7. мјесто у конкуренцији парова (7. маја 2012). У својој каријери никада није освојила ВТА турнир појединачно, а у паровима је освојила 10 ВТА титула, укључујући и Ролан Гарос 2011. у пару са Луцијом Храдецком.

## Финала великих турнира

### Гренд слем турнири

#### Парови (2)

##### Побједе (1)
| Година | Турнир      | Подлога | Партнерка       | Противнице у финалу       | Резултат у финалу |
| ------ | ----------- | ------- | --------------- | ------------------------- | ----------------- |
| 2011.  | Ролан Гарос | Шљака   | Луција Храдецка | Сања Мирза Јелена Веснина | 6–4, 6–3          |

#### Порази (1)
| Година | Турнир   | Подлога | Партнерка       | Противнице у финалу            | Резултат у финалу |
| ------ | -------- | ------- | --------------- | ------------------------------ | ----------------- |
| 2012.  | Вимблдон | Трава   | Луција Храдецка | Серена Вилијамс Винус Вилијамс | 5–7, 4–6          |

### Олимпијске игре

#### Парови
| Медаља | Година | Подлога | Партнерка       | Противнице у финалу            | Резултат у финалу |
| ------ | ------ | ------- | --------------- | ------------------------------ | ----------------- |
| Сребро | 2012.  | Трава   | Луција Храдецка | Серена Вилијамс Винус Вилијамс | 4–6, 4–6          |

## ВТА финала

### Парови (13)
| Легенда: Пре 2009.             | Легенда: Од 2009.       |
| ------------------------------ | ----------------------- |
| Гренд слем турнири (1–1)       |                         |
| Завршна првенства сезоне (0–0) |                         |
| категорија (0–0)               | Обавезни Премијер (0–0) |
| категорија (0–0)               | Премијер 5 (0–0)        |
| категорија (1–0)               | Премијер (1–0)          |
| и категорија (2–0)             | Међународни (5–2)       |

#### Побједе (10)
| Бр. | Датум             | Турнир                              | Подлога       | Партнер            | Противница                        | Резултат              |
| --- | ----------------- | ----------------------------------- | ------------- | ------------------ | --------------------------------- | --------------------- |
| 1.  | 7. мај 2007.      | Отворено првенство Прага (1)        | Шљака         | Петра Цетковска    | Ђи Џунмеј Сун Шенгнан             | 7–6(9–7), 6–2         |
| 2.  | 28. април 2008.   | Отворено првенство Прага (2)        | Шљака         | Луција Храдецка    | Џил Крејбас Михаела Крајичек      | 1–6, 6–3, 10–6        |
| 3.  | 14. јул 2008.     | Отворено првенство Бад Гаштајна (1) | Шљака         | Луција Храдецка    | Сесил Карантанчева Наташа Зорић   | 6–3, 6–3              |
| 4.  | 20. јул 2009.     | Отворено првенство Бад Гаштајна (2) | Шљака         | Луција Храдецка    | Татјана Малек Андреа Петковић     | 6–2, 6–4              |
| 5.  | 3. јануар 2010.   | Међународно првенство Бризбејна     | Тврда         | Луција Храдецка    | Мелинда Цинк Аранча Пара Сантонха | 2–6, 7–6(7–3), 10–4   |
| 6.  | 24. април 2011.   | Велика награда Феса                 | Шљака         | Ренета Ворачова    | Нина Братчикова Сандра Клеменшиц  | 6–3, 6–4              |
| 7.  | 21. мај 2011.     | Отворено првенство Брисела          | Шљака         | Галина Воскобојева | Клаудија Јанс Алицја Росолска     | 3–6, 6–0, 10–5        |
| 8.  | 3. јун 2011.      | Ролан Гарос                         | Шљака         | Луција Храдецка    | Сања Мирза Јелена Веснина         | 6–4, 6–3              |
| 9.  | 7. јануар 2012.   | Окланд класик                       | Тврда         | Луција Храдецка    | Јулија Гергес Флавија Пенета      | 6–7(2–7), 6–2, [10–7] |
| 10. | 25. фебруар 2012. | Куп Мемфиса                         | Тврда (двор.) | Луција Храдецка    | Вера Душевина Олга Говорцова      | 6–3, 6–4              |

#### Порази (3)
| Бр. | Датум             | Турнир                        | Подлога       | Партнер          | Противница                      | Резултат         |
| --- | ----------------- | ----------------------------- | ------------- | ---------------- | ------------------------------- | ---------------- |
| 1.  | 19. фебруар 2011. | Куп Мемфиса                   | Тврда (двор.) | Луција Храдецка  | Олга Говорцова Ала Кудријавцева | 3–6, 6–4, [8–10] |
| 2.  | 16. јул 2011.     | Међунардоно првенство Палерма | Шљака         | Клара Закопалова | Сара Ерани Робета Винчи         | 5–7, 1–6         |
| 3.  | 6. јул 2012.      | Вимблдон                      | Трава         | Луција Храдецка  | Серена Вилијамс Винус Вилијамс  | 5–7, 4–6         |

## Учешћа на гренд слем турнирима

### Појединачно
| Год.  | Отворено првенство Аустралије (1–2) | Отворено првенство Аустралије (1–2) | Ролан Гарос (0–1) | Ролан Гарос (0–1) | Вимблдон (3–3) | Вимблдон (3–3)  | Отворено првенство САД (0–0) | Отворено првенство САД (0–0) |
| 2010. | -                                   | -                                   | -                 | -                 | 2. коло        | Вера Звонарјова | -                            | -                            |
| 2011. | 2. коло                             | В. Азаренка                         | 1. коло           | В. Азаренка       | 2. коло        | Ј. Гајдошова    | -                            | -                            |
| 2012. | 1. коло                             | Нађа Петрова                        | -                 | -                 | 2. коло        | Ким Клајстерс   | -                            | -                            |

### Женски парови
| Год.  | Отворено првенство Аустралије (8–4) | Отворено првенство Аустралије (8–4) | Ролан Гарос (12–3)     | Ролан Гарос (12–3)      | Вимблдон (7–6)      | Вимблдон (7–6)            | Отворено првенство САД (4–3) | Отворено првенство САД (4–3) |
| 2007. | -                                   | -                                   | -                      | -                       | 2. коло С. Клесел   | М. Крајичек А. Радвањска  | -                            | -                            |
| 2008. | -                                   | -                                   | -                      | -                       | 1. коло Олга Савчук | Вања Кинг Кудријавцева    | -                            | -                            |
| 2009. | 2. коло Л. Храдецка                 | Сје Су-веј Пенг Шуеј                | 1. коло Л. Храдецка    | С. Вилијамс В. Вилијамс | 1. коло Л. Храдецка | А. Медина В. Руано        | 2. коло Л. Храдецка          | С. Стосур Р. Стабс           |
| 2010. | 3. коло Л. Храдецка                 | С. Вилијамс В. Вилијамс             | 3. коло Л. Храдецка    | С. Вилијамс В. Вилијамс | 2. коло Л. Храдецка | И. Бенешова Б. Стрицова   | 1. коло Л. Храдецка          | Д. Хантухова К. Возњацки     |
| 2011. | 2. коло Л. Храдецка                 | К. Пешке К. Среботник               | побједа Л. Храдецка    | Сања Мирза Ј. Веснина   | 1. коло Л. Храдецка | Клаудија Јанс А. Росолска | четвртфинале Л. Храдецка     | Вања Кинг Ј. Шведова         |
| 2012. | полуфинале Л. Храдецка              | Сара Ерани Р. Винчи                 | полуфинале Л. Храдецка | М. Кириленко Н. Петрова | финале Л. Храдецка  | С. Вилијамс В. Вилијамс   | -                            | -                            |

### Мјешовити парови
| Год.  | Отворено првенство Аустралије (2–1) | Отворено првенство Аустралије (2–1) | Ролан Гарос (1–2)   | Ролан Гарос (1–2)         | Вимблдон (0–4)      | Вимблдон (0–4)         | Отворено првенство САД (0–2) | Отворено првенство САД (0–2) |
| 2009. | -                                   | -                                   | -                   | -                         | 1. коло Ф. Полашек  | А. Родионова Пол Хенли | -                            | -                            |
| 2010. | -                                   | -                                   | 2. коло М. Мертињак | Т. Гарбин М. Матковски    | 1. коло М. Мертињак | Ј. Балтача Кен Скупски | 1. коло М. Мертињак          | М. Уден Р. Харисон           |
| 2011. | -                                   | -                                   | -                   | -                         | 2. коло Д. Мареро   | А. Петковић Ф. Лопез   | 1. коло Орија Текау          | И. Фалкони С. Џонсон         |
| 2012. | четвртфинале А. Куреши              | Р. Винчи Д. Брачали                 | 1. коло А. Куреши   | Г. Воскобојева Д. Брачали | 2. коло А. Куреши   | Сје Цу-веј К. Флеминг  | -                            | -                            |